# Melgosa de Villadiego
Melgosa de Villadiego es una localidad situada en la provincia de Burgos, comunidad autónoma de Castilla y León (España), comarca de Odra-Pisuerga, ayuntamiento de Villadiego. Situada a 6,6 km al este de la capital del municipio, en la carretera  BU-601 , que conduce a La Nuez de Arriba. Bañado por el río Brullés.

## Datos generales
Ubicado en la cabecera del río Brullés, afluente del Odra. Pertenece a la mancomunidad Peña Amaya.
La parroquia pertenece al arciprestazgo de Amaya.

## Toponimia
Significa lugar de mielgas.

## Historia

### Prehistoria
Atribuido a la Primera Edad del Hierro, aparece un yacimiento en el Pico del Rosal. Lugar estratégico que domina el paso del río Brullés. Es un castro con pequeñas acumulaciones de piedra de morfología circular, de 1 a 2,5 m diámetro, posiblemente cabañas.

### Edad Media
Aparece citado en el Cartulario Cidiano con fecha 19 de julio de 1074
Aparece nuevamente citado en noviembre de 1192, figurando Melgosa entre las donaciones al monasterio de Santa Cruz de Valcárcel en su fundación, que hace doña Elio de sus bienes, quien fue, a su vez, su primera abadesa. Después el 2 de octubre de 1213, y posteriormente en 1352 en el Becerro de las Behetrías.
En Cuesta Blanca / Tresmayuelo quedan restos de un yacimiento sin diferencias de atribución cultural pleno y bajomedieval cristiana.

### Edad Moderna
En el censo de Floridablanca de 1787 aparece como lugar que formaba parte de la Cuadrilla del Condado en el Partido de Villadiego, uno de los catorce que formaban la Intendencia de Burgos. Durante el periodo comprendido entre 1785 y 1833 fue jurisdicción de señorío siendo su titular el Duque de Frías, que era quien nombraba alcalde pedáneo.
En el censo de 1842 contaba con 10 hogares y 31 vecinos. Entre el censo de 1857 y el anterior, este municipio desaparece porque se integra en el municipio de Coculina.
Madoz lo describe en 1850 como un lugar con ayuntamiento, de la provincia, diócesis, audiencia territorial y capitanía general de Burgos. Partido judicial de Villadiego. Situado entre dos cuestas en un pequeño valle, donde reinan los vientos N, NE y NO, de los cuales el primero se hace sentir con más frecuencia. Su clima es frío y las enfermedades que ordinariamente se padecen, son algunos constipados y pulmonías. Tiene 14 casas, con la municipal que sirve también de cárcel; una fuente dentro de la población cuyas aguas son de buena calidad, y una iglesia parroquial (Sta. Eulalia), algo separada del pueblo y servida por un cura párroco y un sacristán. El terreno es secano, arenoso y de mediana calidad, y en él se encuentran excelentes canteras de piedra. Le baña el río Brullés que nace al norte del lugar de su nombre. Caminos: el que dirige de Villadiego á Villalta (sic). Correos: la correspondencia se recibe de la capital del partido Producciones: trigo alaga, mocho, cebada, avena, yeros y legumbres; ganado lanar y vacuno; caza de perdices y codornices y pesca de cangrejos y peces pequeños. Industria: la agrícola. Población: 10 vecinos, 31 almas. Contribución: 1 480 reales con 33 maravedíes. El presupuesto municipal asciende a 800 reales, que se cubren con los productos de propios y arbitrios y reparto vecinal.

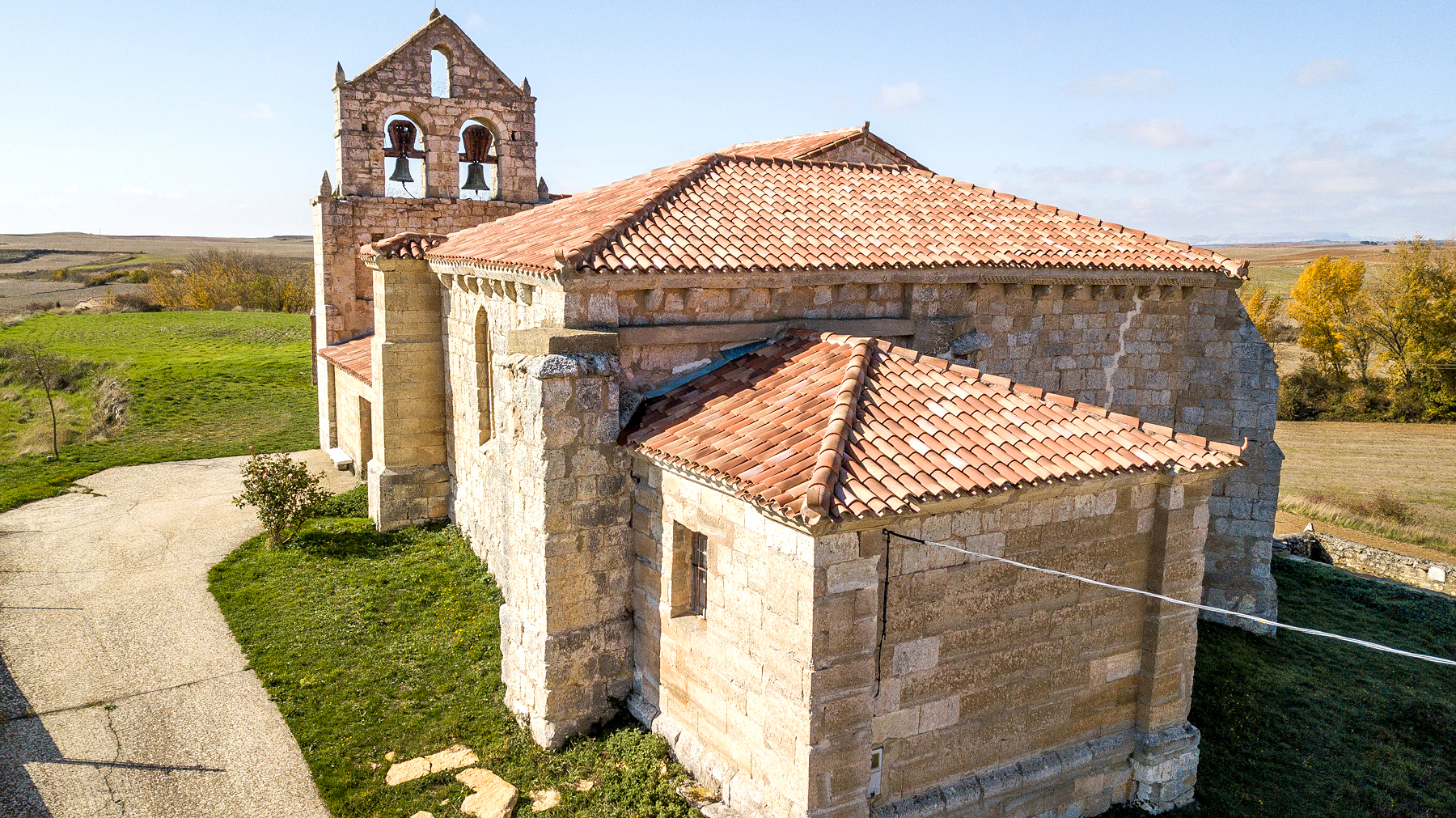
Iglesia de santa Eulalia

## Patrimonio
Iglesia de Santa EulaliaDos naves. Construido a base de sillares. Del original románico se conserva el muro sur y su destacable pórtico y algunas piezas decorativas como cornisas ajedrezadas; también románicos son los canecillos reutilizados del ábside del evangelio y en el muro norte, en un total de trece, varios de ellos deteriorados. Espadaña del siglo XVIII. Ventana apuntada gótica en un lateral. Capilla adosada del siglo XVI. Atrio cercado. También se conserva una pila bautismal románica.

## Curiosidades
- Según tradición oral, a los naturales de Melgosa de Villadiego se les conoce como raposos.